# Lomonossow-Effekt

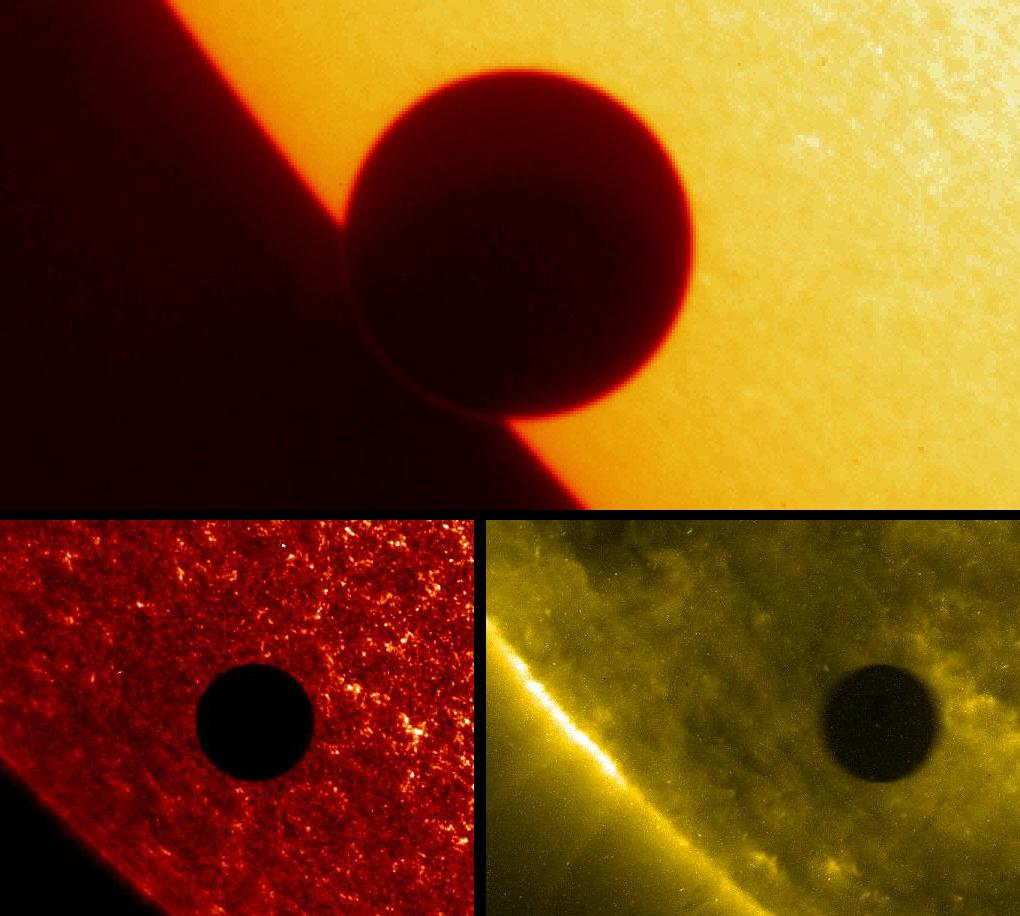
Wenn sich die Venus vor die Sonnenscheibe schiebt, lässt sich außerhalb der Sonnenscheibe ihre von hinten mit Sonnenlicht durchschienene Atmosphäre als schmaler Ring erkennen (oberes Bild).

Der Lomonossow-Effekt tritt während eines Venustransits vor der Sonne auf und zeigt das Vorhandensein einer Atmosphäre auf der Venus.

Darstellung des Lomonossow-Effekt beim dritten Kontakt von Venus und Sonne.

Der Effekt wird hervorgerufen durch die Brechung des Sonnenlichts in den oberen Atmosphärenschichten der Venus und ist damit der irdischen Dämmerung vergleichbar. Er ist kurz vor dem so genannten zweiten und kurz nach dem dritten Kontakt sichtbar als schmaler Ring um den Planeten, der zu diesen Zeitpunkten als schwarze Scheibe vor der Sonne steht.
Grundsätzlich könnte der Effekt wegen des möglichen Sonnentransits bei beiden unteren Planeten auftreten. Da der Effekt jedoch nur bei der Venus zu beobachten ist, folgt daraus, dass Merkur keine Atmosphäre im üblichen Sinn hat.
Die Entdeckung des Effekts wird Michail Wassiljewitsch Lomonossow zugeschrieben, daher stammt auch die Namensgebung insbesondere im deutschen Sprachraum. Lomonossow will ihn beim Venustransit am 6. Juni 1761 beobachtet haben. Neuere Forschungen postulieren aber, dass er höchstwahrscheinlich nur optische Phänomene falsch interpretierte, die aus der damaligen Qualität der Teleskope resultierten.